# سیارک ۲۱۵۱
سیارک ۲۱۵۱ (به انگلیسی: 2151 Hadwiger، نامگذاری:1977VX) دو هزار و صد و پنجاه و یکمین سیارک کشف شده‌است که در ۳ نوامبر ۱۹۷۷ کشف شد.
قدر مطلق سیارک برابر ۱۱٫۱۰ است.